# Smilax siphilitica
Smilax siphilitica är en enhjärtbladig växtart som beskrevs av Alexander von Humboldt, Aimé Bonpland och Carl Ludwig von Willdenow. Smilax siphilitica ingår i släktet Smilax och familjen Smilacaceae. Inga underarter finns listade.

## Bildgalleri

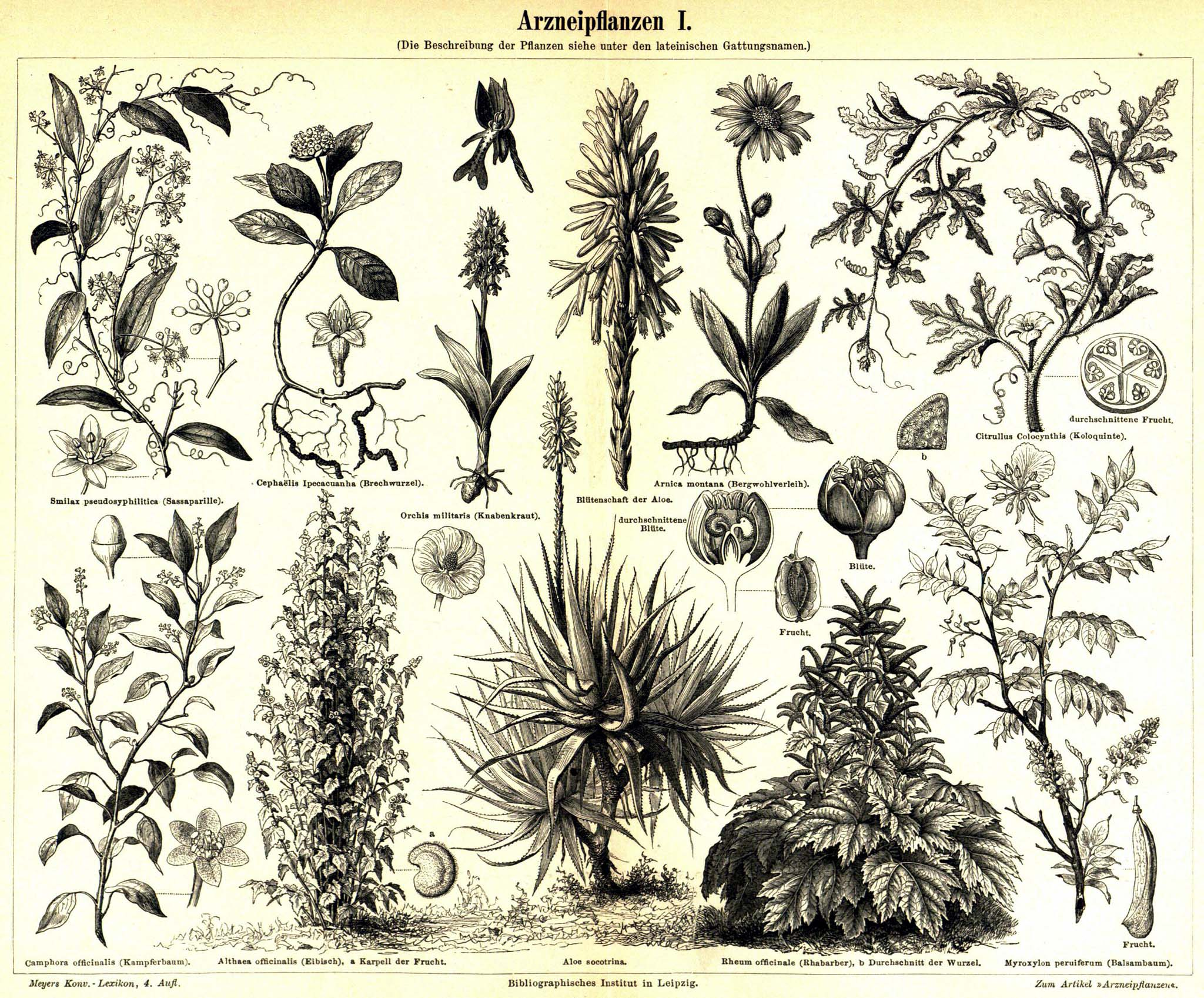